# 香港2007年1月

## 1月1日
- 香港法例《吸煙(公眾衛生)條例》，在午夜零時開始生效，戶內大部分地方禁止吸煙。 [1]

## 1月2日
- 香港股市在2007年首個交易日開出紅盤，恆生指數及國企指數均創新高。 [2]

## 1月3日
- 《成報》被控拖欠員工薪金案，資方承認總共11項控罪，合共被判罰款4,200元。[3]
- 香港中文大學文學院前副院長陳永華被控兩項騙取租金津貼罪名成立，各被判200小時社會服務令，同期執行。 [4]
- 一名父親在虐兒罪保釋期間，再度強迫兒子赤裸遊街示眾，裁判官處被告18個月的感化令。 [5]
- 醫院管理局轄下的香港癌症資料統計中心公佈香港癌症三大殺手，分別是肺癌、結直腸癌及肝癌。 [6][7]

## 1月4日
- 恒生指數連續急升兩日後出現大幅調整，收市報20025.58點，下跌387.81點，成交額高達765.1億，再創1998年8月28日政府入市以來最高的單日成交額。[8]
- 一名警員在元朗洪水橋石埗村追捕一名疑犯時遭用刀襲擊，警員開槍擊斃該名有犯罪紀錄的匪徒。[9]、[10]

## 1月6日
- 警方在尖東拘捕過百人，懷疑他們參與三合會活動，行動中共拘捕101人，其中有19人是學生。 [11]
- 屈臣氏蒸餾水世界網球冠軍挑戰賽2007完滿結束，比利時女子網球手克莉絲特絲在精英組成功衛冕冠軍。中國女球手晏紫則榮獲優秀組冠軍並首次在單打擊敗世界排名前十之選手。[12][13]
- 2007年新界村代表選舉為雙村長制下的第二屆，由1月6日起至2月4日，一連5個星期六及星期日在新界各鄉村舉行。是次合資格登記選民達17萬及超過1600位候選人，其中995人自動當選，餘下634人各競逐325個村代表位置。[14][15][16][17]

## 1月7日
- 一艘漁船在香港西南面的的南中國海水域沉沒，3死2失蹤。 [18]

## 1月8日
- 終審法院首席法官李國能主持2007年香港法律年度開啟典禮，他認為各界不應把司法覆核看成施政障礙。[19]
- 在去年的人事變動事件後被解僱的九鐵前市務總經理黎啟憲，入稟勞資審裁處向九鐵索償並要求復職。[20]
- 旺角發生致命交通意外，一名女童在離開小巴車廂時疑因失足跌倒，而被小巴輾過，送院後證實死亡。 [21]
- 白田邨發生有人從花棚架上失足墮地意外，一名清潔女工重傷；事後被揭發花棚架內部以發泡膠製造，房屋署正調查事件。[22]
- 較早前承認盜取同事的信用卡簽帳五萬港元的女文員，獲區域法院法官輕判200小時社會服務令。[23]

## 1月9日
- 由副練馬師、策騎員和馬房員工組成的本地練馬協會，要求馬會改善策騎員工作補薪和放假安排，否則1月10日夜賽期間可能罷工，拒絕替參賽馬匹上鞍。[24]

## 1月10日
- 山頂公園改善工程承建商，發現有過百年歷史前港督別墅遺址部分遺跡。 [25]、[26]
- 中國國務院正式批准中國人民銀行擴大服務範圍，為香港銀行辦理人民幣平盤及清算安排，內地優質的金融機構可以申請在香港發行人民幣債券。這些措施將進一步擴大人民幣回流內地的渠道，推動香港的債券市場，加強香港的國際金融中心的地位。國務院正積極草擬相關的管理辦法，有利於優化香港金管局與中央國債登記結算有限責任公司的連通機制。[27]、[28]、[29]
- 因為四年來后海灣水污染十分嚴重，所以位於鄰近流浮山的蠔田受到致命威脅，接近200年的養蠔業瀕臨消失邊緣。后海灣的監測結果發現溶解氧含量「低」、大腸桿菌含量屬「中等」。香港環境保護署相信污染來源是深圳的生活和工業污水及本港的家禽業和非法排放的污水。[30]

## 1月11日
- 康文署、房屋協會、房屋署、醫院管理局及其他屋苑保安工作的承辦商，保安中心有限公司因財政困難倒閉，900人失業。 [31][32]
- 自1月10日屯門屯仁街埃克森美孚油站之加油機出現未能提供準確的燃油量後，香港海關其後展開全面調查，事件引起消委會及立法會議員關注。 [33][34]
- 一名男子在旺角砵蘭街和咸美頓街交界的公園被衛生署控煙辦公室提出檢控，該宗為1月1日起禁煙條例實施後首次向在公園禁煙範圍抽煙者檢控。[35]

## 1月12日
- 中國國務院已接納行政長官曾蔭權的提名和建議，任命鄧竟成出任警務處處長，以接替行將退休的現任處長李明逵。[36]、[37]
- 候任警務處處長鄧竟成表示，有信心帶領警隊維持香港治安穩定，令香港成為世上最安全穩定的城市之一。[38]
- 前最高法院法官李栢儉夫婦因欺詐、企圖欺詐及申請公屋時作出虛假陳述罪成，還押等候判刑。 [39]
- 海關在去年12月採取逾800次行動，共檢獲逾千萬港元的冒牌貨品及盜版光碟，並首次發現有不法分子接受顧客以信用卡付款。 [40]
- 因財政問題而結業的保安中心有限公司，勞資雙方就欠薪問題達成共識，僱主向員工承諾所有的欠薪及遣散費會在農曆新年前發放。[41]
- 石硤尾地鐵站發生玻璃幕門爆裂意外，無人受傷。事發於下午1時許，有候車乘客發現該站往油麻地方向用台有幕門的玻璃出現裂痕。車站員工得悉事件後，隨即掃走並拆去受損的玻璃，並以欄杆及銅板圍封受損的幕門，待列車於午夜停駛後再換上新的幕門並調查原因。在此之前，香港地鐵曾發生過至少兩宗玻璃幕門爆裂意外，分別在2004年9月的佐敦站及2006年10月在油麻地站發生。有工程師指，月台幕門以強化玻璃製造，可承受的撞擊力是正常玻璃的四至六倍，不過一旦出現裂痕，裂痕便會一直擴展，故強化玻璃一旦出現裂痕，便應立即更換。[42]

## 1月13日
- 香港著名粵語電影演員曹達華因胃出血引發心臟病，於英國而病逝，終年91歲。 [43][44]

## 1月14日
- 有調查發現，全香港共約有18,000名青少年出現
隱蔽青年徵狀，較2005年的同類調查多出兩倍。 [45]

## 1月15日
- 有報章報導指，香港有線電視為彌補失去英超聯賽播映權所引致的客戶流失，計劃於年內推出一條綜合新頻道吸引觀眾，並以客戶只須繳付港幣10港元後便可永久收看該頻道作招徠。有學者認為此舉會加劇香港免費電視及收費電視頻道的收視及廣告市場之競爭。[46]

## 1月16日
- 為解決中國內地孕婦到香港產子所引發的醫療資源緊張問題，入境事務處將於2月1日起拒絕任何懷孕逾7個月，而沒有香港醫院所發出的《預約確認書》之內地孕婦入境。[47]

## 1月18日
- 福布斯2006年大中華富豪榜公佈，長江實業及和記黃埔主席李嘉誠以220億美元蟬聯榜首，第二位為恒基地產主席李兆基（165億美元），第三位為新鴻基地產的郭炳湘兄弟（140億美元），第四位為中電大股東米高·嘉道理（90億美元）。[48][49]
- 香港外匯基金的投資收入在2006年錄得總額達1,037億港元，為史上第2高（僅次於1998年政府入市），回報率為9.5%，連帶政府庫房配得財政儲備分帳達289億元，累計的盈餘為5,077億元。[50][51]

## 1月19日
- 2007年香港特別行政區行政長官選舉訂於3月25日舉行，提名期由2月14日至3月1日，高院法官湯寶臣則被委為是次選舉的選舉主任。[52][53]

## 1月20日
- 廣播事務管理局指香港電台去年7月9日播出之《鏗鏘集》紀錄片節目偏袒同性戀，並發出強烈勸喻。另外，無綫電視10月1日播出之1987年電影《秋天的童話》則因含有粗話，被指播出時間不適當，遭到廣管局勸喻。[54][55]
- 蔬菜統營處、魚類統營處聯合香港漁農界和餐飲業界在1月20日及21日於旺角花墟球場舉行本地漁農美食迎春嘉年華，是次為香港最大型的「漁農墟」。[56][57]
- 民主黨週年黨慶晚會舉行拍賣，籌得18.41萬元；加上公民黨捐出的7.55萬元及滿豐投資董事長蘇仲平所捐的17多萬元，總數共籌得36.5萬港元。[58][59]

## 1月21日
- 壁球挑戰杯決賽於香港壁球中心舉行，女子組由第一種子香港選手趙詠賢以直落3局撃倒澳洲選手布朗奪冠，得到其首個壁球挑戰杯錦標。男子組頭號種子王偉恆則敗於南非球手歌平澤。[60]
- 九鐵公司有意在大圍車站及大圍車廠發展上蓋物業，20座50層高的大廈，環保觸覺指建築物可能產生屏風效應令空氣污染物未能排散且缺乏地區諮詢。 [61][62]
- 香港足球高級銀牌賽，南華藉黃鎮宇的入球及T.史高斯補時階段的12碼球終以2:1反勝香雪晨曦，成功第20次奪得此項錦標，並為南華四年來的首項冠軍。[63][64]

## 1月22日
- 請按此參閱當天之詳細新聞內容
- 香港政府統計處公佈，2006年12月的綜合消費物價指數按年上升2.3%，比去年11月的升幅多出0.1%。 [65]
- 香港教育統籌局從今日起接受幼稚園學生之家長申領學券，當局估計有12萬名學生受惠。 [66]
- 限制中國大陸孕婦入境的新安排將於2月1日起實施，入境處本周將在管制站試行有關的安排。 [67]
- 香港股市受資金追捧落後藍籌股刺激，使恆生指數及香港股票總市值再創新高。 [68]

## 1月23日
- 百佳以鱈魚名義出售油魚，多名市民食用後不適投訴，食物環境衞生署正跟進事件，百佳已停售有關商品。[69][70][71]
- 地鐵公司發現位於九龍塘站的一部編號為33號的出閘機，因機內一新安裝的電腦卡故障，在1月10日下午3:14-6:15多收0.3至3港元的八達通車資，事故中有230名乘客受影響，地鐵表示，受影響的乘客可憑八達通卡於1月24日至28日，下午2至8時到該站索取免費單程車票乙張作賠償。維基新聞[72][73]

## 1月24日
- 請按此參閱當天之詳細新聞內容
- 百佳出售油魚事件：
  - 事件見報後，不少市民紛到百佳超市要求退款。有魚商不排除有人魚目混珠，將油魚充當鱈魚出售，而醫生則指長期進食油魚會使身體再難以吸收維他命及電解質。[74]
  - 百佳在晚上表示指對事件感抱歉，但稱所出售的「鱈魚」是按檢定證明書所印的名稱貼上標籤，但當記者問及是否於有人肚瀉後才加上提示及是否因食環署跟進事件才索取證明時，百佳均無作出完全解釋。[75]
- 一名持雙程證到港的内地男子，因假冒慈善機構進行非法賣旗籌款活動，被處監禁兩月。[76]
- 香港濕地公園自開幕以來，共吸引90萬人次進園遊覽，但同時亦提出12宗檢控個案。[77]
- 香港著名服裝指導奚仲文憑電影《滿城盡帶黃金甲》獲提名奧斯卡金像獎「最佳服裝設計」獎項。[78]

## 1月26日
- 粵港兩地執法部門聯手破獲歷來最大宗的假結婚案，行動中共被捕91人。兩地的執法部門在1月22日及23日搜查兩地共60多個地點並倒破4個假証工場，檢獲偽造的香港及中國內地身分證、回鄉證、及結婚證明文件等共1200張。當局指有中國內地居民透過中介人與香港人假結婚，其後以婚姻關係申請探親簽注以從事非法活動。由於涉案中介人在辦好手續便音訊全無，故當事人除觸犯欺詐及提供虛假陳述罪外，更須自費辦離婚手續，當局呼籲市民切勿以身試法，以免得不償失。[79]

## 1月28日
- 請按此參閱當天之詳細新聞內容
- 前香港立法局議員林鉅津醫生，被指施手術時專業失當，被醫委會裁定指控成立。[80]
- 由於受廣深鐵路工程影響，港穗直通車的行車時間將延長15至40分鐘。 [81]
- 有環保團體調查發現，有67%香港人經常或間中吃剩食物。[82]

## 1月29日
- 電訊管理局表示，截至2006年，香港流動電話普及率有133%，用戶人數超過930萬名，成全球最高普及率地方之一。[83]
- 鄭明訓宣佈以私人理由辭去領匯主席職務，4月1日起生效，由置地總裁蘇兆明接任。[84]
- 香港中文大學抽驗市面41個髮菜樣本，發現34％含有虛假成分，另指出真髮菜含神經毒素BMAA，同樣不宜食用。[85]

## 1月30日
- 印尼駐港總領事館表示，懷疑是印尼出口商應香港入口商的要求，將油魚改名為鱈魚，事件還可能涉及海洋魚業部驗證人員濫權。[86]
- 香港聯合出版集團在台北國際書展國際區香港館中，舉行十週年慶祝記者會，並宣誓「打造跨地域華文圖書閱讀平台」，以拉近兩岸三地的出版距離。[87]
- 公司註冊處指，去年在香港註冊的新公司數目共有81,974，較前年的73,359間增加11.74%。[88]
- 民主黨在石硤尾一間教堂舉行油魚申訴大會，有數十人出席。[89]

## 1月31日
- 公民黨立法會議員梁家傑已取得111個選委提名，足以參加行政長官選舉。[90]
- 政府公布，06/07財政年度首九個月(即截至2006年12月31日)的盈餘為94億元，整體支出為1690億元，收入為1748億元，財政儲備為3165億元。[91]